# Packed to the Rafters
Packed to the Rafters é uma série de televisão australiana exibido pela Seven Network, que estreou em 26 de agosto de 2008 e terminou em 02 de julho de 2013. Em Portugal, a série foi exibida pela AXN White.

## Elenco
- Rebecca Gibney
- Erik Thomson
- Jessica Marais
- Hugh Sheridan
- Angus McLaren
- Jessica McNamee
- George Houvardas
- Zoe Ventoura
- James Stewart
- Ryan Corr
- Hannah Marshall
- Brooke Satchwell
- Jacob Allan
- Zoe Cramond
- Ben Mingay
- Merridy Eastman
- Fiona Spence
- Michael Caton

## Transmissão
- Portugal: AXN White
- Bélgica: vtm
- Finlândia: TV Viisi
- Países Baixos: NET 5
- Irlanda: RTÉ One
- Nova Zelândia: TV One
- África do Sul: Sony Entertainment Television
- Ilhas Malvinas: Falkland Islands Television Service
- Alemanha: Passion / VOX
- Croácia: HRT
- Suécia: TNT
- Polónia: Viacom Blink!
- Hungria: MTV
- Índia: Star World